# Peter Erikson
Peter Erikson, född 1960, är en svensk kommunikationskonsult som driver verksamhet i företaget Erikson Outlook. Han är också styrelseordförande och delägare i Reformklubben, ett konsultföretag inom kommunikationsområdet. Under 2014 - 2015 var Peter Erikson tf kommunikationschef på Telenor. 2012 - 2013 arbetade han som tf kommunikationschef på TCO. Erikson var 2009 - 2011 VD för konsultföretaget Grayling i Sverige och ansvarig för företagets verksamhet i Norden. 
Peter Erikson har tidigare varit verksam vid ett par andra svenska PR-byråer, bland annat som avdelningschef på BNL Information och chef för Rikta Kommunikation, som fick stor uppmärksamhet när företaget fick läggas ned efter en misslyckad svensk PR-satsning i Sydafrika. Därefter arbetade han på Sund kommunikation som senare uppgick i Grayling. Peter Erikson har även varit informationsdirektör på logistikföretaget ASG AB, samt informatör på SJ.
Erikson har studerat psykologi, sociologi, pedagogik och nationalekonomi vid universiteten i Lund och Stockholm. Han har examen i public relations från Berghs och har dessutom studerat ledarskap och strategi vid Insead, Paris, Harvard Business School, Boston och International Institute for Management Development (IMD) i Lausanne.
Han har skrivit boken Planerad kommunikation. Boken används som grundlitteratur på universitet och kommunikationsutbildningar och har sålts mer än 30 000 exemplar[källa behövs] sedan den första utgåvan utkom 1992.
Han har också skrivit boken "Ledarskapets möjligheter - 40 vanliga fällor och tänkbara lösningar", som utkom på Lava Förlag 2015.